# スコーピオン (航空機)
スコーピオン
RIAT 2015でのスコーピオン
- 用途：軽攻撃機、偵察機
- 製造者：テキストロン・エアランド
- 初飛行：2013年12月12日
- 生産数：4機
- 運用状況：開発中

スコーピオン（英語: Scorpion）は、アメリカ合衆国のテキストロン・エアランドが開発した双発複座の軽攻撃機。

## 開発
スコーピオンは、2013年9月16日に低コストの偵察・軽攻撃機としてテキストロン・エアランドから発表され、デモンストレーターが12月12日にカンザス州南部ウィチタにあるマッコーネル空軍基地で初飛行した。2016年12月22日には、量産仕様初号機が1時間42分の初飛行に成功している。
スコーピオンは、アメリカ空軍のT-38の後継機となる次期練習機（T-X）への提案が計画されたが、アメリカ空軍がT-Xへの要求性能を引き上げたため提案を断念、軽攻撃偵察機（英語: Light Attack/Armed Reconnaissance、略称：LAAR）でも候補から除外され、AT-6とA-29が最終選考に進んでいる。

## 機体
スコーピオンには、テキストロン傘下のセスナの製造技術や生産資源が活用されているほか、コンポーネントや機構にもセスナ製ビジネスジェット機のものが流用されており、フラップの駆動機構はサイテーション XLSやサイテーション マスタング、エルロンの駆動機構にはサイテーション Xのものが使用されている。
機体は胴体中央に高翼配置で直線翼の主翼を取り付け、主翼下の胴体左右にエンジン・ポッドが装着されている。操縦翼面は主翼後縁外側にエルロンがあり、垂直尾翼後縁にラダー、固定式水平尾翼後縁にエレベーターが配置され、これらはいずれもトリム・タブは有していない。
主翼下には片側3か所のハードポイントがあり、搭載容量は内側が794キログラム、中央が431キログラム、外側が181キログラムの計2,822キログラムとなっており、中央のみ増槽を装着可能。
コックピットは、カラー液晶表示装置を使用したグラス・コックピットで、デモンストレーターではタンデム複座型になっているが、低コスト運用が求められる場合、1名での操縦とミッション遂行が可能なようにされている。
エンジンはハネウェル製TFE731ターボファンエンジンを2基搭載、通常最大推力が15.57キロニュートン級とされているが、スコーピオンでは通常最大推力18キロニュートン級のものとなっている。

## 性能諸元
出典: Textron AirLand
諸元
- 乗員: 2名
- 全長: 13.87 m
- 全高: 4.06 m
- 翼幅: 14.58 m
- 翼面積: 16.28 m2(C) （175.3 ft2）
- 空虚重量: 5,761 kg （12,700 lb）
- 最大離陸重量: 9,979 kg （22,000 lb）
- 動力: ハネウェル製TFE731 、18 kN × 2
- 最大兵装搭載量：10,433 kg

性能
- 最大速度: 830 km/h （450 kt）
- 失速速度: 176 km/h （95 kt）
- フェリー飛行時航続距離: 4,100 km （2,200 nm） ※増槽あり
- 実用上昇限度: 14,000 m （45,000 ft）